# Péruwelz
Péruwelzlà một đô thị ở tỉnh Hainaut. Tại thời điểm ngày 1 tháng 1 năm 2006 Péruwelz có dân số 16.843 người. Tổng diện tích là 60,56 km² với mật độ dân số là 278 người trên mỗi km².